# Carretera E 11 (Emiratos Árabes Unidos)

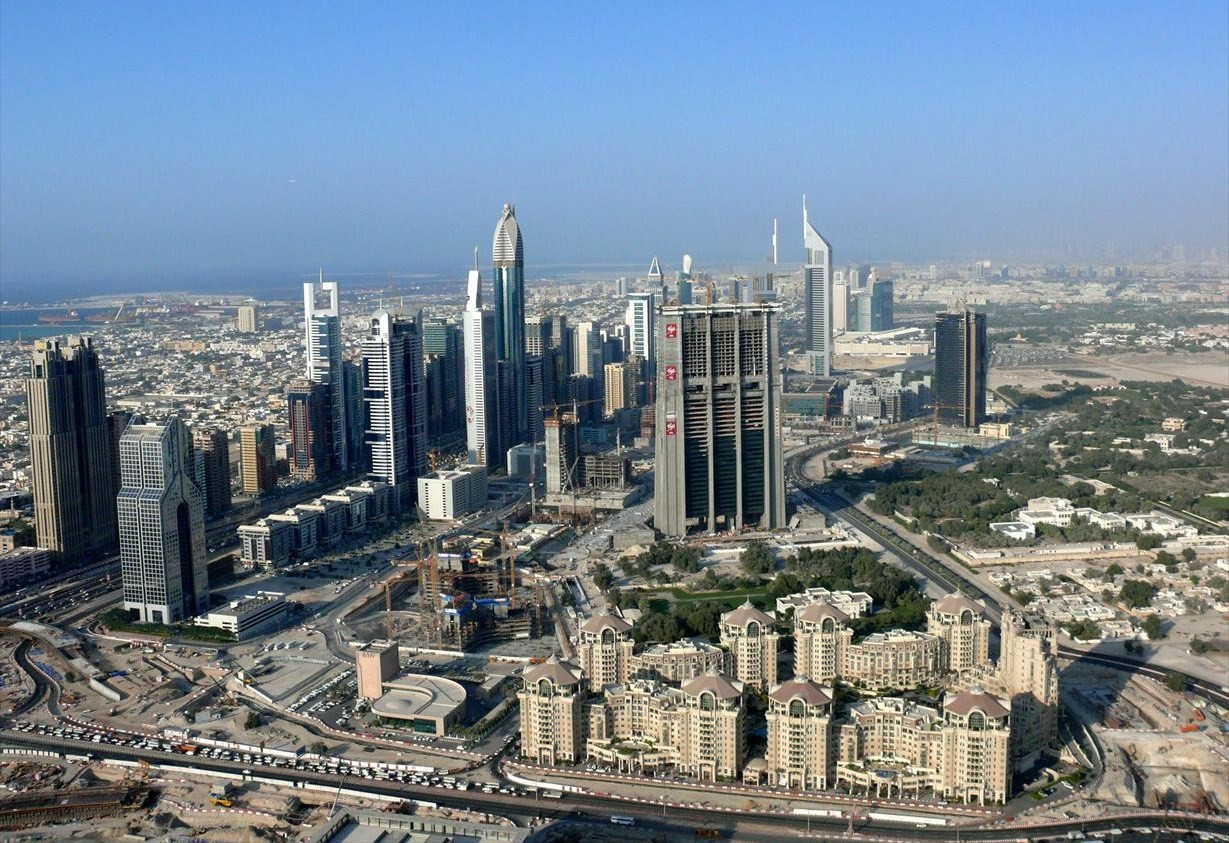
Rascacielos en Sheikh Zayed Road en noviembre de 2007

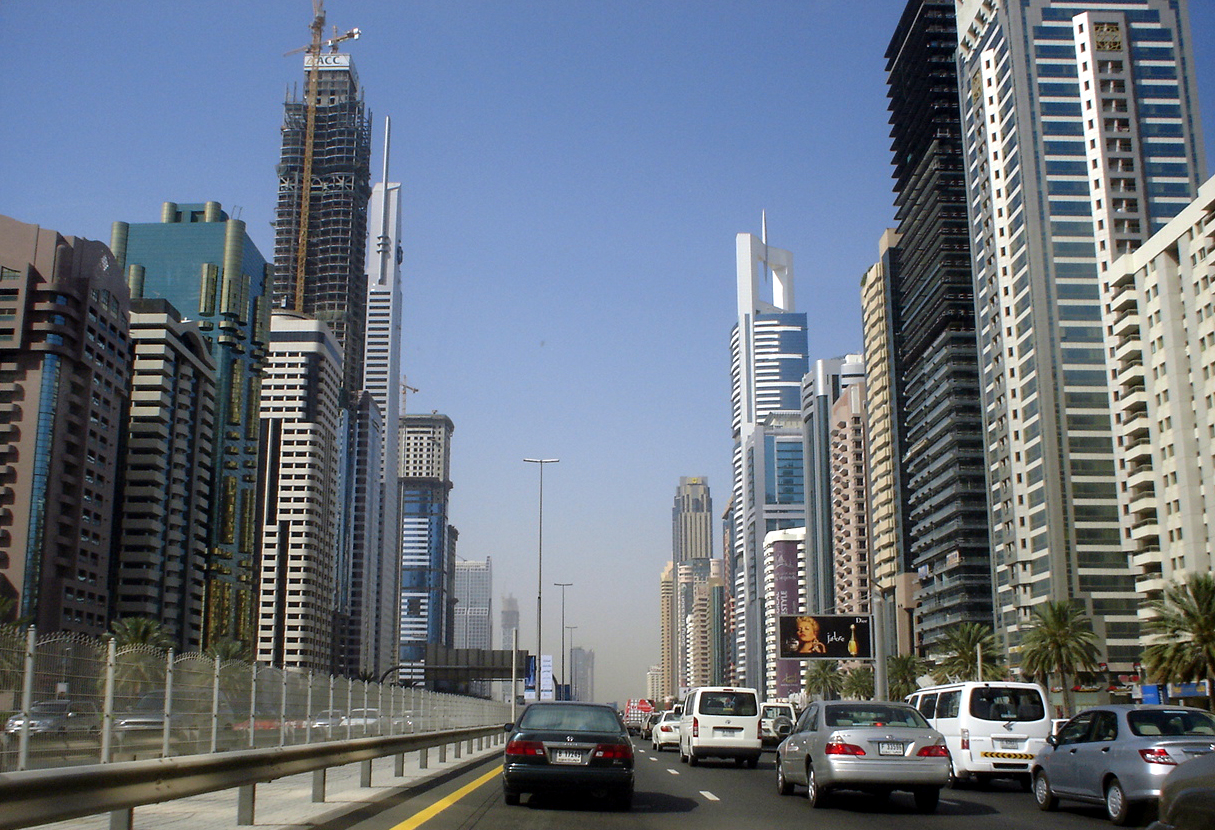
Rascacielos en Sheikh Zayed Road en mayo de 2006

E 11 ( Arabic: شارع ﺇ ١١    ) es una autopista de los Emiratos Árabes Unidos (EAU). La carretera más larga de los Emiratos, se extiende desde Al-Silah en el Emirato de Abu Dhabi y termina en el emirato de Ras al-Khaimah, y corre aproximadamente paralela a la costa de los EAU a lo largo del Golfo Pérsico . La carretera forma la arteria principal en las principales ciudades de algunos emiratos, donde asume varios nombres alternativos — Sheikh Maktoum Bin Rashid Road y Sheikh Khalifa bin Zayed Road  en Abu Dhabi, Sheikh Zayed Road en Dubái y Sheikh Muhammad bin Salem Road en Ras al-Khaimah .

## Autopista Dubai-Abu Dhabi
La autopista Dubai-Abu Dhabi de la E 11 une las dos ciudades más grandes de los Emiratos Árabes Unidos, Abu Dhabi y Dubái . El proyecto fue propuesto por los jeques de Abu Dhabi y Dubái a Sheikh Zayed . En 1971 se aprobó el proyecto y se inició la construcción. La carretera se completó en 1980. La carretera comienza cerca del puente Maqta en Abu Dhabi y se convierte en Sheikh Zayed Road en Dubái.

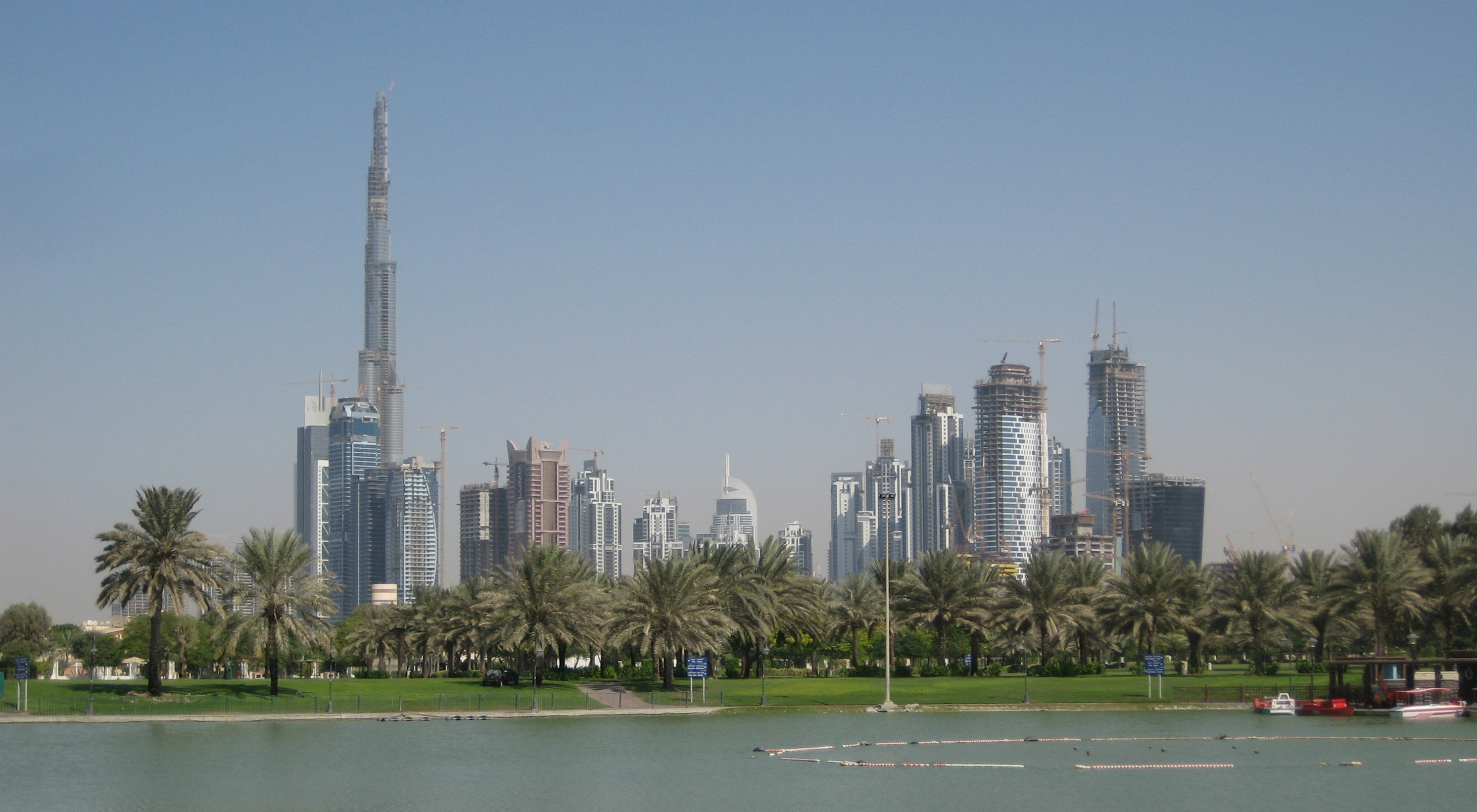
Safa Park y los edificios a lo largo de Sheikh Zayed Road.

## Sheikh Zayed Road
En Dubái, la E 11 se conoce como " Sheikh Zayed Road " (en árabe : شارع الشيخ زايد). Esta carretera es la arteria principal de la ciudad. La carretera corre paralela a la costa desde la rotonda del Trade Center hasta la frontera con el emirato de Abu Dhabi, 55 kilómetros (34,2 mi) distancia en el área de Jebel Ali .
El camino se conocía anteriormente como Defense Road . Entre 1993 y 1998, 30 kilómetros (18,6 mi) de la carretera se amplió.  Junto con esta mejora vino un cambio de nombre. Sheikh Maktoum bin Rashid Al Maktoum, el gobernante de Dubái en ese momento, nombró la carretera en honor al entonces presidente de los Emiratos Árabes Unidos, Sheikh Zayed bin Sultan Al Nahyan .
Sheikh Zayed Road alberga la mayoría de los rascacielos de Dubái, incluidas las Emirates Towers . La autopista también conecta otros nuevos desarrollos como Palm Jumeirah y Dubái Marina . La carretera tiene la mayor parte de la Línea Roja del Metro de Dubái a su lado. En Dubái, gran parte de la autopista tiene de siete a ocho carriles en cada dirección.
En los últimos años, el gobierno construyó un canal, el Canal de agua de Dubái ; Como parte del proyecto, se eliminó una sección de la carretera y se construyó un puente.

### Edificios a lo largo de Sheikh Zayed Road
Listado en orden desde la rotonda del Trade Center hacia Jebel Ali hasta el Intercambio 2.

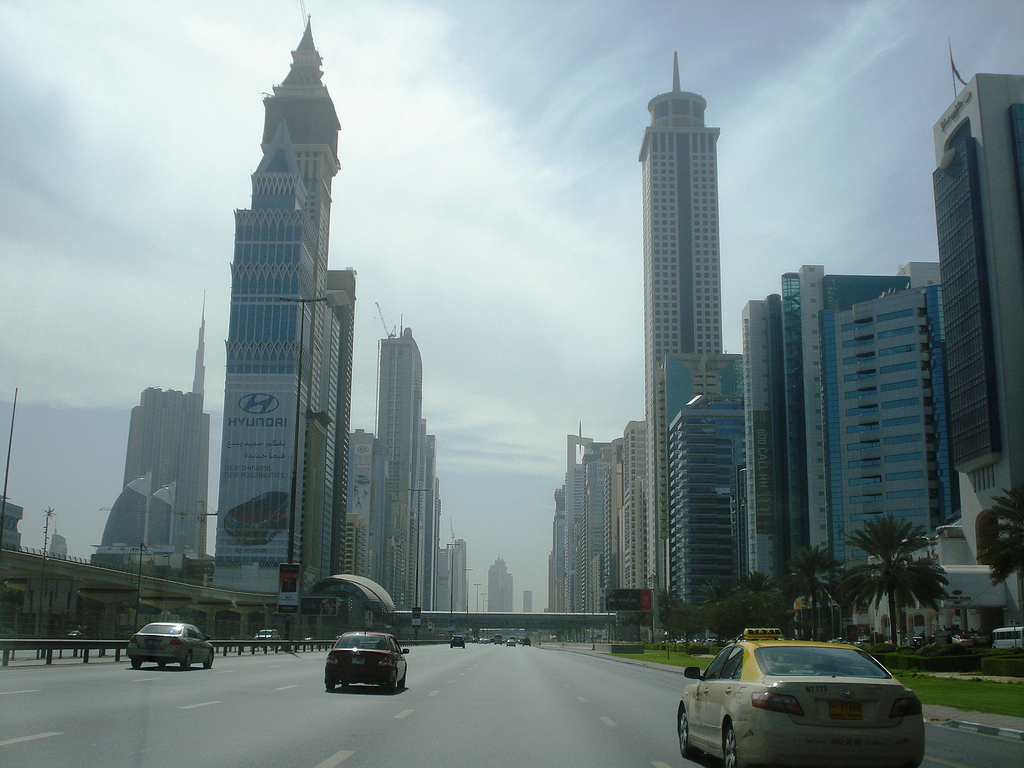
Rascacielos en Sheikh Zayed Road

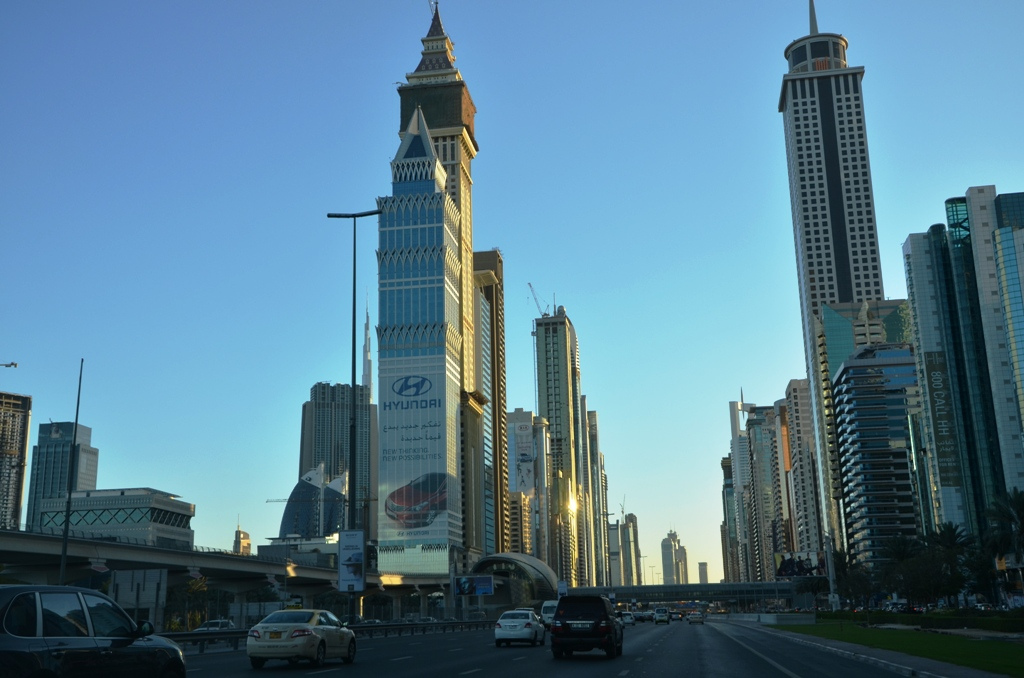
Rascacielos en Sheikh Zayed Road

| Lado noroeste                           | Lado sureste                          |
| --------------------------------------- | ------------------------------------- |
| Torre Etisalat 2                        | World Trade Center                    |
| La torre de oficinas del monarca        | Residencia del World Trade Center     |
| El Hotel H                              | Apartamentos 1 del World Trade Center |
| Holiday Inn Dubái - Al Barsha           | World Trade Center                    |
| Torre Sama                              | Apartamentos 2 del World Trade Center |
| El Fairmont Dubai                       | Apartamentos 3 del World Trade Center |
| Torre mundial API                       | Torre de oficinas de Emirates         |
| Park Place                              | Hotel Jumeirah Emirates Towers        |
| Torre de oficinas Acico (Torre Nassima) | La Torre                              |
| Nikko Hotel Dubái                       | Torre Al Yaquob                       |
| Torre de la corona blanca               | Torre de Capricornio                  |
| Torre Saeed 1                           | Torre del laberinto                   |
| Torre comercial Grosvenor House         | Torre Al Ghadier                      |
| Torre Latifa                            | Torre comercial Al Attar              |
| Torre HHHR                              | Torre Jumeira                         |
| Torre de apartamentos Crowne Plaza      | Rascacielos                           |
| Torre del hotel Crowne Plaza            | Torre Al Attar                        |
| Torre de oficinas Crowne Plaza          | Torre Ahmed Abdul Rahim Al Attar      |
| Torre Al Durrah                         | Residencia Ghaya                      |
| Torre de la ciudad 2                    | Torre rosa                            |
| Torre de la ciudad 1                    | Torre Oasis                           |
| Torre Al Wasl                           | Torre del siglo XXI                   |
| Torre Khalid Al Attar                   | Torre Rolex                           |
| Torre Khalid Al Attar 2                 | Torre Angsana Suites                  |
| Torre Al Safa                           | Torre del hotel Angsana               |
| Torre Zabeel                            | Al Kawakeb 1                          |
| Torre Al Moosa 1                        | Al Kawakeb 2                          |
| Torre Al Moosa 2                        | Al Kawakeb 3                          |
| Torre del Sahara                        | Al Kawakeb 4                          |
| Torre Al Rostamani B                    | Al Kawakeb 5                          |
| Torre Al Rostamani A                    | Dusit Dubái                           |
| Torre Saeed 2                           | Torre del Milenio                     |
| Four Points by Sheraton                 | Torre Al Tayer                        |
| Union Tower                             | Torre del halcón                      |
| Torre Al Sondos                         | Torre de Dubai                        |
| Towers Rotana Hotel                     | Torre Nuaimi                          |
| Torre Sheikh Marwan                     |                                       |
| Torre Al Hawai                          |                                       |
| Chelsea Tower                           |                                       |
| Torre Sheikh Essa                       |                                       |
| Suites de la torre número uno           |                                       |
| Ahmad Abdulrahim Ahmad Al Attar Tower   |                                       |
| Torre Dr. Khalifa                       |                                       |
| Torre Sheikh Ahmed                      |                                       |
| Torre Al Meraikhi                       |                                       |
| Shangri-La Hotel                        |                                       |
| Torre Al Manara                         |                                       |
| Torre Al Kharbash                       |                                       |
| Aykon City                              |                                       |

### Intercambios
Sheikh Zayed Road tiene varios intercambios para permitir que el tráfico entre y salga de la autopista. Estos intercambios comúnmente conducen a rotondas (rotondas) para permitir que el tráfico salga o vaya al otro lado de la carretera. Hay muchas otras salidas aunque no están tan bien equipadas. A partir de 2007, los intercambios son:
- Rotonda del World Trade Center : Hacia Union House, BurJuman, Zabeel Park
- Intercambio 1 : Intercambio de Financial Centre Road Street hacia el centro de Dubái, Burj Khalifa y Dubai Mall
- Intercambio 2 : Hacia Hadiqa Rd, Safa Park y Jumeirah al oeste; y Meydan Rd hacia Meydan en el este.
- Intercambio 3 : Hacia Al Quoz a través de Manara Rd en el este.
- Intercambio 4 : Hacia Mall of the Emirates, Gold & Diamond Park, Madinat Jumeirah, Burj Al Arab, Wild Wadi Water Park, Jumeirah Beach Hotel a través de Umm Suqeim Rd.
- Intercambio 5 : Hacia Dubai Marina, Emirates Hills, Dubai Media City y Dubai Internet City

El 12 de marzo de 2008, aproximadamente 200 vehículos chocaron entre sí antes de incendiarse. Según la Policía de Abu Dhabi, 3 personas murieron y 277 resultaron heridas, 15 de ellas de gravedad. La espesa niebla y la mala visibilidad contribuyeron al mortal choque. El evento se considera una de las peores colisiones de tráfico en la historia de los EAU.